# مالو لاوله
مالو لاوله (به صربی: Malo Laole) یک منطقهٔ مسکونی در صربستان است که در پتروواتس نا ملاوی واقع شده‌است.